# Lista de castros localizados em Portugal
Esta é uma lista de castros localizados em Portugal e que se encontram registados como tal na Wikidata, não sendo portanto uma lista exaustiva dos castros existentes em Portugal. A lista está ordenada alfabeticamente pela localização administrativa de cada castro.
Para uma lista dos castros ordenados dentro de cada distrito português e com notação para os que têm artigos na Wikipédia, veja-se Lista de castros de Portugal.
Castros são os vestígios de antigas povoações do Noroeste da Península Ibérica, localizados especialmente no Norte de Portugal, na Galiza e em parte das províncias espanholas de Leão e Astúrias, designados também por citânias, castelos, cercas, cividades, etc. Estas estações arqueológicas correspondem de certo modo às ruínas de outros povoados primitivos que na Europa Central têm o nome de Ringwälle e nas Ilhas Britânicas o de Hill forts.
Este tipo de construções pré-históricas encontra-se disseminado especialmente pelo norte do território continental português, mais precisamente nas províncias do Minho e Trás-os-Montes.
| Designação                                                                              | Imagem | Localização                                                | Coordenadas Geográficas                                 | designação do património                             | SIPA             |
| --------------------------------------------------------------------------------------- | ------ | ---------------------------------------------------------- | ------------------------------------------------------- | ---------------------------------------------------- | ---------------- |
| Castro de Paredes                                                                       |        | Aboadela, Sanche e Várzea                                  |                                                         | sem protecção legal                                  |                  |
| Povoado de Baldoeiro                                                                    |        | Adeganha e Cardanha                                        | 41° 13′ 24″ N, 7° 05′ 10″ O                             | Imóvel de Interesse Público                          | 2350             |
| Sítio Arqueológico do Cabeço das Fráguas                                                |        | Adão Benespera Santana da Azinha                           | 40° 25′ 27″ N, 7° 13′ 22″ O                             | Em vias de classificação                             | 34727            |
| Cividade de Âncora                                                                      |        | Afife Vila Praia de Âncora                                 | 41° 47′ 13″ N, 8° 51′ 18″ O                             | Em vias de classificação                             | 3609             |
| Povoado fortificado de São Miguel-o-Anjo                                                |        | Airão Santa Maria, Airão São João e Vermil                 | 41° 27′ 28″ N, 8° 23′ 12″ O                             | sem protecção legal                                  | 9581             |
| Sítio arqueológico do Cerro do Castelo de Alferce                                       |        | Alferce                                                    | 37° 19′ 14″ N, 8° 29′ 29″ O                             | Sítio de Interesse Público                           | 34026            |
| Castro de Ribas                                                                         |        | Algeriz                                                    | 41° 35′ 04″ N, 7° 23′ 55″ O                             | Imóvel de Interesse Público                          | 5989             |
| Cerro da Mangancha                                                                      |        | Aljustrel e Rio de Moinhos                                 | 37° 52′ 23″ N, 8° 10′ 08″ O                             | Sítio de Interesse Público                           | 31544            |
| Estação Arqueológica da Quinta do Almaraz                                               |        | Almada, Cova da Piedade, Pragal e Cacilhas                 | 38° 41′ 10″ N, 9° 09′ 09″ O                             | Sítio de Interesse Público                           | 23089            |
| Castro dos Arados                                                                       |        | Alpendorada, Várzea e Torrão                               | 41° 05′ 52″ N, 8° 13′ 38″ O                             | Monumento Nacional                                   | 3961             |
| Castro de Alvarelhos                                                                    |        | Alvarelhos e Guidões                                       | 41° 18′ 03″ N, 8° 37′ 06″ O                             | Monumento Nacional                                   | 3811             |
| Terronha de Pinhovelo                                                                   |        | Amendoeira                                                 | 41° 32′ 36″ N, 6° 59′ 20″ O                             | Sítio de Interesse Público                           | 18952            |
| Castro de São Miguel de Amêndoa                                                         |        | Amêndoa                                                    | 39° 40′ 05″ N, 8° 03′ 52″ O                             | Monumento Nacional                                   | 3369             |
| Ruínas da cidade velha de Santa Luzia                                                   |        | Areosa                                                     | 41° 42′ 19″ N, 8° 50′ 07″ O                             | Monumento Nacional                                   | 3626             |
| Castro de Argivai                                                                       |        | Argivai                                                    |                                                         |                                                      |                  |
| Castro de Goujoim                                                                       |        | Aricera e Goujoim                                          | 41° 05′ 12″ N, 7° 38′ 32″ O                             | Sítio de Interesse Público                           | 33754            |
| Cividade de Terroso                                                                     |        | Aver-o-Mar, Amorim e Terroso                               | 41° 24′ 45″ N, 8° 43′ 16″ O                             | Imóvel de Interesse Público                          | 5135             |
| Castro de Bagunte                                                                       |        | Bagunte, Ferreiró, Outeiro Maior e Parada                  | 41° 23′ 01″ N, 8° 39′ 21″ O                             | Monumento Nacional                                   | 5394             |
| Povoado Fortificado de Carmona                                                          |        | Balugães                                                   | 41° 38′ 47″ N, 8° 38′ 52″ O                             | sem protecção legal                                  | 21291            |
| Castro de Leceia                                                                        |        | Barcarena                                                  | 38° 43′ 41″ N, 9° 16′ 54″ O                             | Imóvel de Interesse Público                          | 2345             |
| Castro da Argemela                                                                      |        | Barco e Coutada Lavacolhos                                 | 40° 09′ 18″ N, 7° 36′ 12″ O                             | Sítio de Interesse Municipal                         | 35955            |
| Povoado Fortificado de Carmona                                                          |        | Barroselas e Carvoeiro                                     | 41° 38′ 50″ N, 8° 38′ 52″ O                             | sem protecção legal                                  | No/unknown value |
| Castro de Sacóias                                                                       |        | Baçal                                                      | 41° 51′ 47″ N, 6° 41′ 25″ O                             | Monumento Nacional                                   | 552              |
| Povoado do Outeiro do Circo                                                             |        | Beja                                                       | 38° 02′ 27″ N, 8° 00′ 31″ O                             |                                                      |                  |
| Citânia do Monte da Assunção                                                            |        | Bela                                                       | 42° 03′ 29″ N, 8° 24′ 30″ O                             | sem protecção legal                                  | 8999             |
| Estação arqueológica Cividade de Belinho                                                |        | Belinho e Mar                                              | 41° 35′ 56″ N, 8° 46′ 31″ O                             | Imóvel de Interesse Público                          | 1893             |
| Citânia de Briteiros                                                                    |        | Briteiros São Salvador e Briteiros Santa Leocádia          | 41° 31′ 39″ N, 8° 18′ 57″ O                             | Monumento Nacional                                   | 1891             |
| Estação arqueológica do Alto do Coto da Pena                                            |        | Caminha (Matriz) e Vilarelho                               | 41° 51′ 59″ N, 8° 50′ 06″ O                             | Imóvel de Interesse Público                          | 3518             |
| Castro de Monte Castro                                                                  |        | Carapeços                                                  | 41° 35′ 27″ N, 8° 38′ 02″ O                             | Sítio de Interesse Público                           | 1107             |
| Estação arqueológica da Pedra de Ouro                                                   |        | Carregado e Cadafais                                       | 39° 02′ 08″ N, 9° 02′ 07″ O                             | Monumento Nacional                                   | 6250             |
| Castro da Cárcoda                                                                       |        | Carvalhais e Candal                                        | 40° 48′ 13″ N, 8° 07′ 12″ O                             | Imóvel de Interesse Público                          | 4999             |
| Cidadonha                                                                               |        | Carviçais                                                  | 41° 12′ 12″ N, 6° 54′ 01″ O                             | Em estudo                                            | 535              |
| Estação Arqueológica do Monte de São Martinho                                           |        | Castelo Branco                                             | 39° 48′ 13″ N, 7° 27′ 51″ O                             | Em vias de classificação                             | 2498             |
| Castro de Moldes                                                                        |        | Castelo do Neiva                                           | 41° 36′ 50″ N, 8° 47′ 05″ O                             | Imóvel de Interesse Público                          | 4980             |
| Fraga dos Corvos                                                                        |        | Castelãos e Vilar do Monte                                 | 41° 29′ 38″ N, 6° 56′ 43″ O                             | sem protecção legal                                  |                  |
| Castro de Castro Verde                                                                  |        | Castro Verde e Casével                                     | 37° 41′ 51″ N, 8° 04′ 55″ O                             | sem protecção legal                                  | 985              |
| Castro Vicente                                                                          |        | Castro Vicente                                             | 41° 22′ 34″ N, 6° 49′ 44″ O                             | Imóvel de Interesse Público                          | 2693             |
| Castro Calbo                                                                            |        | Cesar                                                      |                                                         |                                                      |                  |
| Castro de Cidadelhe                                                                     |        | Cidadelhe                                                  | 41° 10′ 43″ N, 7° 50′ 40″ O                             | Imóvel de Interesse Público                          | 3670             |
| Castelo do Mau Vizinho ou dos Mouros                                                    |        | Cimo de Vila da Castanheira                                | 41° 49′ 01″ N, 7° 13′ 59″ O                             | Imóvel de Interesse Público                          | 6015             |
| Colmeal (Figueira de Castelo Rodrigo)                                                   |        | Colmeal e Vilar Torpim                                     | 40° 51′ 20″ N, 7° 00′ 54″ O                             | Imóvel de Interesse Municipal                        | 5928             |
| Povoado romanizado do Cramanchão                                                        |        | Cortiços                                                   | 41° 31′ 09″ N, 7° 02′ 31″ O                             | sem protecção legal                                  |                  |
| Castro do Poio                                                                          |        | Covas do Barroso                                           | 41° 38′ 10″ N, 7° 48′ 13″ O                             |                                                      |                  |
| Castro de Lesenho                                                                       |        | Covas do Barroso                                           | 41° 38′ 44″ N, 7° 45′ 15″ O                             | Imóvel de Interesse Público                          | 5723             |
| Ruínas da Calcedónia                                                                    |        | Covide                                                     | 41° 43′ 30″ N, 8° 12′ 02″ O                             | Imóvel de Interesse Público                          | 1954             |
| Castro da Curalha                                                                       |        | Curalha                                                    | 41° 42′ 34″ N, 7° 31′ 41″ O                             | sem protecção legal                                  | 5945             |
| Castro do Monte Castelo de Guifões                                                      |        | Custóias, Leça do Balio e Guifões                          | 41° 12′ 01″ N, 8° 40′ 43″ O                             | Imóvel de Interesse Público                          | 4978             |
| Côto da Cividade de Eja                                                                 |        | Eja                                                        |                                                         | Em estudo                                            |                  |
| Castelo Velho de Cobres                                                                 |        | Entradas                                                   | 37° 45′ 07″ N, 7° 56′ 24″ O                             | Imóvel de Interesse Público                          | 900              |
| Estação Arqueológica de Santa Marta das Cortiças                                        |        | Esporões                                                   | 41° 30′ 53″ N, 8° 23′ 40″ O                             | Imóvel de Interesse Público                          | 1062             |
| Povoado fortificado em Nossa Senhora da Graça                                           |        | Espírito Santo, Nossa Senhora da Graça e São Simão         | 39° 32′ 51″ N, 7° 37′ 35″ O                             | Conjunto de Interesse Público                        | 28700            |
| Castro do Formigoso, ruínas na Bouça do Monte do Crasto                                 |        | Estorãos                                                   | 41° 46′ 50″ N, 8° 39′ 59″ O                             | Imóvel de Interesse Público                          | 420              |
| Castro de Tintinolho                                                                    |        | Faia                                                       | 40° 34′ 22″ N, 7° 17′ 15″ O                             | Monumento Nacional                                   | 3922             |
| Sítio Classificado dos Montes de Santa Olaia e Ferrestelo                               |        | Ferreira-a-Nova                                            | 40° 10′ 15″ N, 8° 43′ 14″ O                             | Imóvel de Interesse Público                          | 2792             |
| Castro da Ucha                                                                          |        | Figueiredo de Alva                                         | 40° 48′ 59″ N, 8° 01′ 15″ O                             | sem protecção legal                                  | 36350            |
| Castro de Santiago                                                                      |        | Figueiró da Granja Muxagata                                | 40° 38′ 46″ N, 7° 28′ 56″ O                             | Em vias de classificação                             | 36353            |
| Castro de Fiães                                                                         |        | Fiães                                                      | 40° 59′ 03″ N, 8° 31′ 00″ O                             | Em vias de classificação Imóvel de Interesse Público | 26261            |
| Castro de Gimonde                                                                       |        | Gimonde                                                    | 41° 48′ 00″ N, 6° 41′ 46″ O                             | Imóvel de Interesse Público                          | 553              |
| Sítio arqueológico Castanheiro do Vento                                                 |        | Horta                                                      | 41° 03′ 44″ N, 7° 19′ 27″ O                             | Sítio de Interesse Público                           | 20607            |
| Penedo de Lexim                                                                         |        | Igreja Nova e Cheleiros                                    | 38° 53′ 29″ N, 9° 18′ 43″ O                             | Imóvel de Interesse Público                          | 6384             |
| Castro do Jarmelo                                                                       |        | Jarmelo São Pedro                                          | 40° 35′ 26″ N, 7° 07′ 57″ O                             | Imóvel de Interesse Público                          | 2915             |
| Castro de São Paio                                                                      |        | Labruge                                                    | 41° 16′ 54″ N, 8° 43′ 50″ O                             |                                                      |                  |
| Estação arqueológica do Lago                                                            |        | Lago                                                       | 41° 36′ 39″ N, 8° 24′ 39″ O                             | Imóvel de Interesse Público                          | 1108             |
| Castro de Pragança                                                                      |        | Lamas e Cercal                                             | 39° 12′ 22″ N, 9° 02′ 46″ O                             | Monumento Nacional                                   | 6282             |
| Castro de Laundos                                                                       |        | Laundos                                                    |                                                         |                                                      |                  |
| Castro do Monte das Ermidas                                                             |        | Lemenhe, Mouquim e Jesufrei                                | 41° 27′ 35″ N, 8° 31′ 24″ O                             | Imóvel de Interesse Público                          | 1937             |
| Castro de Loivos                                                                        |        | Loivos e Póvoa de Agrações                                 | 41° 37′ 27″ N, 7° 30′ 18″ O                             | Imóvel de Interesse Público                          | 4176             |
| Citânia da Longa                                                                        |        | Longa                                                      | 41° 04′ 19″ N, 7° 35′ 33″ O                             | Imóvel de Interesse Público                          | 7242             |
| Castro de São Caetano                                                                   |        | Longos Vales                                               | 42° 02′ 24″ N, 8° 26′ 38″ O                             | Monumento Nacional                                   | 3610             |
| Castro de Vila Nova de São Pedro                                                        |        | Manique do Intendente, Vila Nova de São Pedro e Maçussa    | 39° 13′ 11″ N, 8° 50′ 25″ O                             | Monumento Nacional                                   | 6278             |
| Povoado calcolítico do Cerro do Castelo                                                 |        | Martim Longo                                               | 37° 26′ 21″ N, 7° 45′ 58″ O                             | Imóvel de Interesse Público                          | 2829             |
| Castro de Sabariz                                                                       |        | Mazarefes e Vila Fria                                      | 41° 40′ 30″ N, 8° 44′ 12″ O                             | Imóvel de Interesse Público                          | 3585             |
| Castelo Velho                                                                           |        | Mação, Penhascoso e Aboboreira                             | 39° 34′ 36″ N, 7° 57′ 39″ O                             | Imóvel de Interesse Público                          | 3368             |
| Castro de Vale de Águia ou Castrilhouço                                                 |        | Miranda do Douro                                           | 41° 30′ 57″ N, 6° 15′ 34″ O                             | Em vias de classificação Imóvel de Interesse Público | 154              |
| Castro do Monte Padrão                                                                  |        | Monte Córdova                                              | 41° 18′ 45″ N, 8° 26′ 57″ O                             | Monumento Nacional                                   | 5148             |
| Castro de São Bernardo                                                                  |        | Moura                                                      |                                                         |                                                      |                  |
| Castro da Azougada                                                                      |        | Moura (Santo Agostinho e São João Baptista) e Santo Amador | 38° 10′ 03″ N, 7° 28′ 49″ O                             | Imóvel de Interesse Público                          | 989              |
| Castro dos Ratinhos                                                                     |        | Moura (Santo Agostinho e São João Baptista) e Santo Amador | 38° 11′ 39″ N, 7° 29′ 17″ O                             | Sítio de Interesse Público                           | 33053            |
| Castro de Navais                                                                        |        | Navais                                                     |                                                         |                                                      |                  |
| Castro de Trás de Cidades                                                               |        | Navió e Vitorino dos Piães                                 | 41° 41′ 40″ N, 8° 36′ 31″ O                             | Imóvel de Interesse Público                          | 3524             |
| Castro do Alto das Valadas                                                              |        | Navió e Vitorino dos Piães                                 | 41° 41′ 37″ N, 8° 35′ 45″ O                             | Imóvel de Interesse Público                          | 3594             |
| Castro do Cresto                                                                        |        | Navió e Vitorino dos Piães                                 | 41° 41′ 18″ N, 8° 37′ 10″ O                             | Imóvel de Interesse Público                          | 3525             |
| Castelo de Geraldo                                                                      |        | Nossa Senhora da Tourega e Nossa Senhora de Guadalupe      | 38° 32′ 17″ N, 8° 01′ 59″ O                             | sem protecção legal                                  | 1159             |
| Castro de Palheiros                                                                     |        | Noura e Palheiros                                          | 41° 24′ 11″ N, 7° 22′ 49″ O                             | Sítio de Interesse Público                           | 25163            |
| Monte de Santa Comba                                                                    |        | Nunes e Ousilhão                                           | 41° 47′ 40″ N, 6° 58′ 04″ O                             | sem protecção legal                                  | 20602            |
| Povoado fortificado da Serra da Amoreira                                                |        | Odivelas                                                   | 38° 48′ 44″ N, 9° 11′ 59″ O                             | Imóvel de Interesse Municipal                        | 50               |
| Castro de Monte Mozinho                                                                 |        | Oldrões                                                    | 41° 08′ 47″ N, 8° 18′ 40″ O                             | Imóvel de Interesse Público                          | 3884             |
| Castro de Orjais e ruínas de uma construção junto à capela de Nossa Senhora das Cabeças |        | Orjais                                                     | 40° 20′ 43″ N, 7° 24′ 47″ O                             | Imóvel de Interesse Público                          | 2531             |
| Castro da Cola                                                                          |        | Ourique                                                    | 37° 34′ 44″ N, 8° 18′ 02″ O                             | Monumento Nacional                                   | 6438             |
| Castelo de Ourique                                                                      |        | Ourique                                                    | 37° 39′ 15″ N, 8° 13′ 35″ O                             | sem protecção legal                                  | 590              |
| Castro de Melgaço                                                                       |        | Paderne                                                    | 42° 04′ 53″ N, 8° 16′ 33″ O                             | Monumento Nacional                                   | 9378             |
| Castro de Chibanes                                                                      |        | Palmela                                                    | 38° 33′ 50″ N, 8° 55′ 06″ O                             | Sítio de Interesse Público                           | 35704            |
| Ruínas da muralha das Portas de Montemuro                                               |        | Parada de Ester e Ester                                    | 40° 57′ 59″ N, 8° 00′ 35″ O                             | Imóvel de Interesse Público                          | 5002             |
| Castro de Ovil                                                                          |        | Paramos                                                    | 40° 58′ 44″ N, 8° 37′ 15″ O                             | Imóvel de Interesse Municipal                        | 731              |
| Castro da Senhora da Saúde ou Monte Murado                                              |        | Pedroso e Seixezelo                                        | 41° 03′ 26″ N, 8° 34′ 31″ O                             | Imóvel de Interesse Público                          | 5357             |
| Sítio de Angeses/Angeiras (Castro)                                                      |        | Perafita, Lavra e Santa Cruz do Bispo                      |                                                         | sem protecção legal                                  |                  |
| Castro do Vieito                                                                        |        | Perre                                                      | 41° 43′ 50″ N, 8° 48′ 26″ O                             |                                                      |                  |
| Castro da Senhora da Aparecida                                                          |        | Pinheiro                                                   |                                                         | sem protecção legal                                  |                  |
| Castro da Senhora da Vista                                                              |        | Podame                                                     |                                                         | sem protecção legal                                  |                  |
| Citânia de São Julião de Caldelas                                                       |        | Ponte                                                      | 41° 41′ 22″ N, 8° 23′ 38″ O                             | Imóvel de Interesse Público                          | 1083             |
| Castro das Eiras                                                                        |        | Pousada de Saramagos                                       | 41° 26′ 14″ N, 8° 26′ 37″ O                             | Em vias de classificação                             | 1121             |
| Castro do Pópulo                                                                        |        | Pópulo e Ribalonga                                         | 41° 22′ 23″ N, 7° 29′ 21″ O                             | Imóvel de Interesse Público                          | 6479             |
| Estação lusitano-romana de Póvoa do Lanhoso                                             |        | Póvoa de Lanhoso                                           | 41° 35′ 14″ N, 8° 16′ 55″ O                             | Imóvel de Interesse Público                          | 1890             |
| Castro de São Jurge                                                                     |        | Ranhados                                                   | 41° 00′ 35″ N, 7° 19′ 59″ O                             | Em vias de classificação                             | 35937            |
| Castro da Columbeira                                                                    |        | Roliça                                                     | 39° 18′ 03″ N, 9° 11′ 34″ O                             |                                                      |                  |
| Castro do Coto de Ouro                                                                  |        | Romarigães                                                 | 41° 52′ 18″ N, 8° 38′ 02″ O                             | Imóvel de Interesse Público                          | 5261             |
| Castro de Romariz                                                                       |        | Romariz                                                    | 40° 56′ 45″ N, 8° 27′ 37″ O                             | Imóvel de Interesse Público                          | 3924             |
| Monte do Castelo                                                                        |        | Rossas                                                     | 41° 34′ 45″ N, 8° 03′ 46″ O                             | Sítio de Interesse Público                           | 355              |
| Castro de Sabrosa, também conhecido por «Castelo dos Mouros»                            |        | Sabrosa                                                    | 41° 16′ 43″ N, 7° 34′ 17″ O                             | Imóvel de Interesse Público                          | 5840             |
| Cerro do Castelo dos Moiros                                                             |        | Sabóia                                                     | 37° 28′ 54″ N, 8° 29′ 10″ O                             |                                                      |                  |
| Castelo Velho de Safara                                                                 |        | Safara e Santo Aleixo da Restauração                       | 38° 08′ 19″ N, 7° 13′ 18″ O                             | sem protecção legal                                  | 33084            |
| Citânia de Sabroso                                                                      |        | Sande São Lourenço e Balazar                               | 41° 30′ 41″ N, 8° 20′ 28″ O                             | Monumento Nacional                                   | 1072             |
| Citânia de Sanfins                                                                      |        | Sanfins Lamoso Codessos                                    | 41° 19′ 23″ N, 8° 23′ 12″ O                             | Monumento Nacional                                   | 5093             |
| Castro de Santa Catarina                                                                |        | Santa Catarina                                             | 39° 27′ 26″ N, 9° 00′ 50″ O                             | sem protecção legal                                  | No/unknown value |
| Povoado das Mesas do Castelinho                                                         |        | Santa Clara-a-Nova e Gomes Aires                           | 37° 29′ 07″ N, 8° 07′ 31″ O                             | Imóvel de Interesse Público                          | 964              |
| Castro do Zambujal                                                                      |        | Santa Maria, São Pedro e Matacães                          | 39° 04′ 28″ N, 9° 17′ 09″ O                             | Monumento Nacional                                   | 6349             |
| Castro de Sapelos                                                                       |        | Sapiãos                                                    | 41° 42′ 54″ N, 7° 36′ 18″ O                             | Em vias de classificação                             |                  |
| Castro de Castelo Velho (Sertã)                                                         |        | Sertã                                                      |                                                         |                                                      |                  |
| Castro de Sesimbra                                                                      |        | Sesimbra                                                   | 38° 27′ 22″ N, 9° 06′ 10″ O                             |                                                      |                  |
| Castelo dos Mouros (Arrábida)                                                           |        | Setúbal                                                    | 38° 29′ 16″ N, 8° 59′ 52″ O                             |                                                      |                  |
| Citânia de Lenteiro                                                                     |        | Silveiros                                                  |                                                         |                                                      |                  |
| Cerro da Rocha Branca                                                                   |        | Silves                                                     | 37° 11′ 09″ N, 8° 27′ 27″ O                             | Em vias de classificação                             | 2897             |
| Castro de Roques                                                                        |        | Subportela, Deocriste e Portela Susã                       | 41° 40′ 37″ N, 8° 43′ 31″ O                             | sem protecção legal                                  | 3586             |
| Castro do Crastoeiro                                                                    |        | São Cristóvão de Mondim de Basto                           | 41° 24′ 54″ N, 7° 55′ 47″ O                             | Sítio de Interesse Público                           | 35782            |
| Sítio arqueológico de Castelos de Monte Novo                                            |        | São Manços e São Vicente do Pigeiro                        | 38° 29′ 57″ N, 7° 41′ 55″ O                             | Imóvel de Interesse Público                          | 4466             |
| Estação arqueológica de Mogueira                                                        |        | São Martinho de Mouros                                     | 41° 05′ 52″ N, 7° 53′ 38″ O                             | Imóvel de Interesse Público                          | 4261             |
| Castro de Santa Cristina                                                                |        | São Martinho do Vale                                       | 41° 25′ 45″ N, 8° 27′ 52″ O                             | Conjunto de Interesse Público                        | 1121             |
| Castro de Banho                                                                         |        | São Pedro do Sul, Várzea e Baiões                          | 40° 44′ 17″ N, 8° 06′ 34″ O                             | Imóvel de Interesse Público                          | 5006             |
| Castro do Bom Sucesso                                                                   |        | Tavares (Chãs, Várzea e Travanca)                          | 40° 37′ 59″ N, 7° 36′ 19″ O                             | Monumento Nacional                                   | 4797             |
| Povoado fortificado e Santuário de Endovélico                                           |        | Terena                                                     | 38° 38′ 36″ N, 7° 26′ 35″ O                             | Imóvel de Interesse Público                          | 4451             |
| Cabeço da Muralha                                                                       |        | Tinhela e Alvarelhos                                       | 41° 18′ 04″ N, 8° 37′ 02″ O                             | Imóvel de Interesse Público                          | 6009             |
| Castro de Nandufe                                                                       |        | Tondela e Nandufe                                          | 40° 32′ 41″ N, 8° 04′ 11″ O                             | Em vias de classificação                             | 2391             |
| Torre de Dona Chama                                                                     |        | Torre de Dona Chama                                        | 41° 39′ 20″ N, 7° 07′ 16″ O                             | Imóvel de Interesse Público                          | 710              |
| Cabeço de Alfarela                                                                      |        | Torre de Moncorvo                                          | 41° 11′ 20″ N, 7° 05′ 45″ O                             | Imóvel de Interesse Público                          | 2352             |
| Monte da Tumba                                                                          |        | Torrão                                                     | 38° 17′ 01″ N, 8° 13′ 53″ O                             | Sítio de Interesse Público                           | 3437             |
| Estação arqueológica do Cabeço do Vouga                                                 |        | Trofa, Segadães e Lamas do Vouga                           | 40° 37′ 42″ N, 8° 28′ 01″ O                             | Imóvel de Interesse Público                          | 6456             |
| Castelo de Oleiros                                                                      |        | Urrós                                                      | 41° 18′ 05″ N, 6° 27′ 29″ O                             | Imóvel de Interesse Público                          | 828              |
| Castro da Covilhã Velha                                                                 |        | Vale de Prazeres e Mata da Rainha                          | 40° 07′ 00″ N, 7° 26′ 46″ O                             | sem protecção legal                                  | 2499             |
| Castro ou Castelo de Vermoim                                                            |        | Vermoim                                                    | 41° 25′ 46″ N, 8° 27′ 05″ O                             | Conjunto de Interesse Público                        | 1121             |
| Castro de São Lourenço                                                                  |        | Vila Chã                                                   | 41° 33′ 22″ N, 8° 45′ 40″ O                             | Imóvel de Interesse Público                          | 1939             |
| Estação arqueológica de Lovelhe                                                         |        | Vila Nova de Cerveira e Lovelhe                            | 41° 57′ 08″ N, 8° 44′ 21″ O                             | Sítio de Interesse Público                           | 6445             |
| Castro de São Miguel-o-Anjo                                                             |        | Vila Nova de Famalicão e Calendário                        | 41° 23′ 31″ N, 8° 32′ 10″ O                             | Imóvel de Interesse Público                          | 1914             |
| Castro de Barbudo                                                                       |        | Vila Verde e Barbudo                                       | 41° 39′ 15″ N, 8° 27′ 56″ O                             | Imóvel de Interesse Público                          | 1080             |
| Castro do Santinho ou de Roques                                                         |        | Vila de Punhe Subportela, Deocriste e Portela Susã         | 41° 40′ 37″ N, 8° 43′ 31″ O                             | sem protecção legal                                  | 3586             |
| Estância arqueológica do Chelo                                                          |        | Vilar da Veiga                                             | 41° 43′ 55″ N, 8° 09′ 06″ O                             | Em vias de classificação                             | 1064             |
| Castro de Vilarandelo                                                                   |        | Vilarandelo                                                | 41° 40′ 21″ N, 7° 18′ 29″ O                             | Imóvel de Interesse Público                          | 5937             |
| Povoado Fortificado de Vilarinho dos Galegos                                            |        | Vilarinho dos Galegos e Ventozelo                          | 41° 15′ 10″ N, 6° 37′ 03″ O                             | Sítio de Interesse Público                           | 35628            |
| Cava de Viriato                                                                         |        | Viseu                                                      | 40° 40′ 05″ N, 7° 54′ 36″ O                             | Monumento Nacional                                   | 3796             |
| Senhora do Castelo                                                                      |        | Vouzela e Paços de Vilharigues                             | 40° 43′ 19″ N, 8° 05′ 46″ O 40° 43′ 11″ N, 8° 05′ 39″ O | sem protecção legal                                  |                  |
| Castro de Ázere                                                                         |        | Ázere                                                      | 41° 51′ 29″ N, 8° 24′ 17″ O                             | Monumento Nacional                                   | 3588             |

∑ 150 items.